# 因達斯特里 (緬因州)
因達斯特里（英語：Industry）是一個位於美國緬因州富蘭克林縣的市鎮。

## 人口
根據2020年美國人口普查的數據，因達斯特里的面積為80.24平方千米，當中陸地面積為77.05平方千米，而水域面積為3.19平方千米。當地共有人口788人，而人口密度為每平方千米10人。